# Campeonato Sul-Americano de Voleibol Feminino Sub-18 de 2018
O  Campeonato Sul-Americano de Voleibol Feminino Sub-18 de 2018, foi a vigésima edição da categoria Sub-18, ou seja, infantojuvenil, disputada por oito seleções sul-americanas, competição realizada bienalmente, cuja entidade organizadora é a Confederação Sul-Americana de Voleibol, de 8 a 12 de julho na cidade de Valledupar, na Colômbia,, cujas partidas realizar-se-ão no Coliseo Julio Monsalvo Castilla. 
A Argentina sagrou-se a campeã do torneio ao vencer o Peru na final, ambos países se classiifcaram para o Mundial da categoria em 2019, juntamente com o Brasil que conquistou o terceiro lugar .A ponteira argentina Bianca Cugno além de ser nomeada a melhor jogadora da competição, também foi premiada como melhor ponteira

## Seleções participantes
As seguintes seleções confirmaram participação no Campeonato Sul-Americano Sub-18 de 2018:
| Equipe    | Última participação |
| --------- | ------------------- |
| Colômbia  | (Sede), 4º em 2016  |
| Argentina | 3º em 2016          |
| Bolívia   | 6º em 2016          |
| Brasil    | 1º em 2016          |
| Equador   | 8º em 2004          |
| Chile     | 5º em 2016          |
| Peru      | 2º em 2016          |
| Uruguai   | 7º em 2016          |

## Primeira fase

### Grupo A
A tabela de jogos do Grupo A foi divulgada em 5 de julho de 2018ː
Classificação
- Local : Coliseo Julio Monsalvo Castilla-Colômbia

|     |          |     | Jogos | Jogos | Jogos | Resultados | Resultados | Resultados | Resultados | Resultados | Resultados | Sets | Sets | Sets  | Pontos | Pontos | Pontos |
| Pos | Equipe   | Pts | T     | V     | D     | 3–0        | 3–1        | 3–2        | 2–3        | 1–3        | 0–3        | V    | P    | R     | V      | P      | R      |
| --- | -------- | --- | ----- | ----- | ----- | ---------- | ---------- | ---------- | ---------- | ---------- | ---------- | ---- | ---- | ----- | ------ | ------ | ------ |
| 1   | Brasil   | 8   | 3     | 3     | 0     | 2          | 0          | 1          | 0          | 0          | 0          | 9    | 2    | 4.500 | 260    | 176    | 1.477  |
| 2   | Colômbia | 7   | 3     | 2     | 1     | 2          | 0          | 0          | 1          | 0          | 0          | 8    | 3    | 2.667 | 233    | 201    | 1.159  |
| 3   | Chile    | 3   | 3     | 1     | 2     | 1          | 0          | 0          | 0          | 0          | 2          | 3    | 6    | 0.500 | 174    | 201    | 0.866  |
| 4   | Equador  | 0   | 3     | 0     | 3     | 0          | 0          | 0          | 0          | 0          | 3          | 0    | 9    | 0,000 | 146    | 225    | 0.649  |

Resultados
| 8 de julho de 2018 18ː00 Relatório [ P3] [ AQ] | Brasil | 3 — 0             | Equador  | Coliseo Julio Monsalvo Castilla |
| 8 de julho de 2018 18ː00 Relatório [ P3] [ AQ] | 25     | Set 1 Set 2 Set 3 | 17 13 11 | Coliseo Julio Monsalvo Castilla |

| 8 de julho de 2018 20ː00 Relatório [ P3] [ AQ] | Colômbia | 3 — 0             | Chile    | Coliseo Julio Monsalvo Castilla |
| 8 de julho de 2018 20ː00 Relatório [ P3] [ AQ] | 25       | Set 1 Set 2 Set 3 | 10 21 16 | Coliseo Julio Monsalvo Castilla |

| 9 de julho de 2018 18ː00 Relatório [ P3] [ AQ] | Brasil | 3 — 0             | Chile    | Coliseo Julio Monsalvo Castilla |
| 9 de julho de 2018 18ː00 Relatório [ P3] [ AQ] | 25     | Set 1 Set 2 Set 3 | 11 20 21 | Coliseo Julio Monsalvo Castilla |

| 9 de julho de 2018 20ː00 Relatório [ P3] [ AQ] | Colômbia | 3 — 0             | Equador | Coliseo Julio Monsalvo Castilla |
| 9 de julho de 2018 20ː00 Relatório [ P3] [ AQ] | 25       | Set 1 Set 2 Set 3 | 20 12   | Coliseo Julio Monsalvo Castilla |

| 10 de julho de 2018 18ː00 Relatório [ P3] [ AQ] | Chile | 3 — 0             | Equador  | Coliseo Julio Monsalvo Castilla |
| 10 de julho de 2018 18ː00 Relatório [ P3] [ AQ] | 25    | Set 1 Set 2 Set 3 | 18 16 17 | Coliseo Julio Monsalvo Castilla |

| 10 de julho de 2018 20ː00 Relatório [ P3] [ AQ] | Brasil      | 3 — 2                         | Colômbia   | Coliseo Julio Monsalvo Castilla |
| 10 de julho de 2018 20ː00 Relatório [ P3] [ AQ] | 23 22 25 15 | Set 1 Set 2 Set 3 Set 4 Set 5 | 25 10 16 7 | Coliseo Julio Monsalvo Castilla |

### Grupo B
A tabela de jogos do Grupo B foi divulgada em 5 de julho de 2018ː
Classificação
- Local : Coliseo Julio Monsalvo Castilla-Colômbia

|     |           |     | Jogos | Jogos | Jogos | Resultados | Resultados | Resultados | Resultados | Resultados | Resultados | Sets | Sets | Sets  | Pontos | Pontos | Pontos |
| Pos | Equipe    | Pts | T     | V     | D     | 3–0        | 3–1        | 3–2        | 2–3        | 1–3        | 0–3        | V    | P    | R     | V      | P      | R      |
| --- | --------- | --- | ----- | ----- | ----- | ---------- | ---------- | ---------- | ---------- | ---------- | ---------- | ---- | ---- | ----- | ------ | ------ | ------ |
| 1   | Argentina | 8   | 3     | 3     | 0     | 2          | 0          | 1          | 0          | 0          | 0          | 9    | 2    | 4.500 | 253    | 195    | 1.297  |
| 2   | Peru      | 7   | 3     | 2     | 1     | 2          | 0          | 0          | 1          | 0          | 0          | 8    | 3    | 2.667 | 258    | 192    | 1.344  |
| 3   | Uruguai   | 2   | 3     | 1     | 2     | 0          | 0          | 1          | 0          | 0          | 2          | 3    | 8    | 0.375 | 170    | 208    | 0.817  |
| 4   | Bolívia   | 0   | 3     | 0     | 3     | 0          | 0          | 0          | 0          | 0          | 3          | 0    | 9    | 0,000 | 139    | 225    | 0.618  |

Resultados
| 8 de julho de 2018 14ː00 Relatório [ P3] [ AQ] | Argentina | 3 — 0             | Bolívia  | Coliseo Julio Monsalvo Castilla |
| 8 de julho de 2018 14ː00 Relatório [ P3] [ AQ] | 25        | Set 1 Set 2 Set 3 | 12 11 13 | Coliseo Julio Monsalvo Castilla |

| 8 de julho de 2018 16ː00 [ P2] [ P3] [ AQ] | Peru | 3 — 0             | Uruguai  | Coliseo Julio Monsalvo Castilla |
| 8 de julho de 2018 16ː00 [ P2] [ P3] [ AQ] | 25   | Set 1 Set 2 Set 3 | 15 13 16 | Coliseo Julio Monsalvo Castilla |

| 9 de julho de 2018 14ː00 Relatório [ P3] [ AQ] | Peru | 3 — 0             | Bolívia  | Coliseo Julio Monsalvo Castilla |
| 9 de julho de 2018 14ː00 Relatório [ P3] [ AQ] | 25   | Set 1 Set 2 Set 3 | 15 17 13 | Coliseo Julio Monsalvo Castilla |

| 9 de julho de 2018 16ː00 Relatório [ P3] [ AQ] | Argentina | 3 — 0             | Uruguai | Coliseo Julio Monsalvo Castilla |
| 9 de julho de 2018 16ː00 Relatório [ P3] [ AQ] | 25        | Set 1 Set 2 Set 3 | 15 18   | Coliseo Julio Monsalvo Castilla |

| 10 de julho de 2018 14ː00 Relatório [ P3] [ AQ] | Bolívia  | 0 — 3             | Uruguai | Coliseo Julio Monsalvo Castilla |
| 10 de julho de 2018 14ː00 Relatório [ P3] [ AQ] | 26 13 19 | Set 1 Set 2 Set 3 | 28 25   | Coliseo Julio Monsalvo Castilla |

| 10 de julho de 2018 16ː00 Relatório [ P3] [ AQ] | Peru           | 2 — 3                         | Argentina   | Coliseo Julio Monsalvo Castilla |
| 10 de julho de 2018 16ː00 Relatório [ P3] [ AQ] | 25 23 21 25 14 | Set 1 Set 2 Set 3 Set 4 Set 5 | 22 25 15 16 | Coliseo Julio Monsalvo Castilla |

## Fase final

### 5º ao 8º lugar
Resultados
| 11 de julho de 2018 14ː00 Relatório [ P3] [ AQ] | Chile | 3 — 0             | Bolívia  | Coliseo Julio Monsalvo Castilla |
| 11 de julho de 2018 14ː00 Relatório [ P3] [ AQ] | 25    | Set 1 Set 2 Set 3 | 18 23 18 | Coliseo Julio Monsalvo Castilla |

| 11 de julho de 2018 16ː00 Relatório [ P3] [ AQ] | Uruguai | 3 — 1                   | Equador     | Coliseo Julio Monsalvo Castilla |
| 11 de julho de 2018 16ː00 Relatório [ P3] [ AQ] | 13 25   | Set 1 Set 2 Set 3 Set 4 | 25 23 22 14 | Coliseo Julio Monsalvo Castilla |

### Semifinais
Resultados
| 11 de julho de 2018 18ː00 Relatório [ P3] [ AQ] | Brasil  | 0 — 3             | Peru | Coliseo Julio Monsalvo Castilla |
| 11 de julho de 2018 18ː00 Relatório [ P3] [ AQ] | 9 15 11 | Set 1 Set 2 Set 3 | 25   | Coliseo Julio Monsalvo Castilla |

| 11 de julho de 2018 20ː00 Relatório [ P3] [ AQ] | Argentina | 3 — 0             | Colômbia | Coliseo Julio Monsalvo Castilla |
| 11 de julho de 2018 20ː00 Relatório [ P3] [ AQ] | 25        | Set 1 Set 2 Set 3 | 12 23 20 | Coliseo Julio Monsalvo Castilla |

### Sétimo lugar
| 12 de julho de 2018 14ː00 Relatório [ P3] [ AQ] | Bolívia  | 0 — 3             | Equador | Coliseo Julio Monsalvo Castilla |
| 12 de julho de 2018 14ː00 Relatório [ P3] [ AQ] | 21 22 21 | Set 1 Set 2 Set 3 | 25      | Coliseo Julio Monsalvo Castilla |

### Quinto lugar
| 12 de julho de 2018 16ː00 Relatório [ P3] [ AQ] | Chile    | 3 — 1                   | Uruguai   | Coliseo Julio Monsalvo Castilla |
| 12 de julho de 2018 16ː00 Relatório [ P3] [ AQ] | 25 21 25 | Set 1 Set 2 Set 3 Set 4 | 18 7 25 9 | Coliseo Julio Monsalvo Castilla |

### Terceiro lugar
| 12 de julho de 2018 18ː00 Relatório [ P3] [ AQ] | Brasil | 3 — 0             | Colômbia | Coliseo Julio Monsalvo Castilla |
| 12 de julho de 2018 18ː00 Relatório [ P3] [ AQ] | 25     | Set 1 Set 2 Set 3 | 20 12 21 | Coliseo Julio Monsalvo Castilla |

### Final
| 12 de julho de 2018 20ː00 Relatório [ P3 [ AQ] | Peru        | 1 — 3                   | Argentina | Coliseo Julio Monsalvo Castilla |
| 12 de julho de 2018 20ː00 Relatório [ P3 [ AQ] | 19 25 19 22 | Set 1 Set 2 Set 3 Set 4 | 25 23 25  | Coliseo Julio Monsalvo Castilla |

## Classificação final
| Posição | Equipe    |
| ------- | --------- |
| 1       | Argentina |
| 2       | Peru      |
| 3       | Brasil    |
| 4       | Colômbia  |
| 5       | Chile     |
| 6       | Uruguai   |
| 7       | Equador   |
| 8       | Bolívia   |

|  | Qualificados para o Mundial Feminino Sub-18 de 2019 |

## Prêmios individuais
As atletas que integraram a seleção do campeonato foram:
| MVP (Most Valuable Player) | Bianca Cugno                | Argentina |
| Oposto                     | Ana Cristina de Souza       | Brasil    |
| 1ª Ponteira                | Ana Karina Olaya            | Colômbia  |
| 2ª Ponteira                | Bianca Cugno                | Argentina |
| 1ª Central                 | María Tiziana Puljiz        | Argentina |
| 2ª Central                 | María Fernanda López-Torres | Peru      |
| Levantadora                | Yadhira Anchante            | Peru      |
| Líbero                     | Letícia Moura               | Brasil    |